# Sirex LMS
Der Sirex LMS war ein Sportcoupé des Herstellers SAMAS.

## Vorgeschichte
SAMAS übernahm 1973 von L.M.X. Automobile das Modell LMX 2300 HCS, überarbeitete es in Bezug auf den Turbomotor sowie das Interieur und bot es unter dem Markennamen Sirex an.

## Fahrgestell und Motor
Das Fahrzeug wies ein Zentralträgerchassis, Einzelradaufhängung und viele Teile von Ford auf. Ein V6-Motor von Ford mit annähernd 2300 cm³ Hubraum sorgte für den Antrieb. Die Motorleistung war mit 108 PS angegeben. Auf Wunsch wurde der Motor auch mit einem Turbolader von May und 210 PS Leistung angeboten.
Der Motor war vorne im Fahrzeug montiert und trieb über eine Kardanwelle die Hinterachse an. Das Getriebe verfügte über vier Gänge.

## Karosserie
Die von Franco Scaglione gestaltete Karosserie des Kombicoupés bestand aus Fiberglas, lediglich die Türen aus Stahl.
Auffallend war die breite B-Säule und die besonders große, rahmenlose Heckscheibe in der Heckklappe. 
Das Fahrzeug bot Platz für zwei Personen.

## Maße
Bei einem Radstand von 230 cm betrug die Fahrzeuglänge 396 cm, die Fahrzeugbreite 176 cm und die Fahrzeughöhe 113 cm. 
Die Spurweite betrug vorne 152 cm und hinten 153 cm.

## Produktionszahl
SAMAS produzierte etwa 20 Exemplare dieses Modell.